# کوندیل بیرونی استخوان ران
کوندیل بیرونی ران (فمور) (به انگلیسی: Lateral Condyle of Femur)، یکی از دو بیرون‌زدگی بخش زیرین استخوان ران (فمور) است. بیرون‌زدگی دیگر، کوندیل درونی ران (فمور) می‌باشد. کوندیل بیرونی ران (فمور) هم از نظر قطر سمت جلو-به-عقب و هم از نظر قطر عرضی، پهنای بیشتری دارد.